# El balancín (Goya, Philadelphie)
La Balançoire
Pour les articles homonymes, voir El balancín.
El balancín (« La bascule » ou « la balançoire ») est une peinture de Francisco de Goya réalisée entre 1791 et 1792 qui fait partie de la septième série de cartons pour tapisserie destinée au bureau de Charles IV à l'Escurial.

## Contexte de l'œuvre
Tous les tableaux de la septième série sont destinés au bureau de Charles IV, anciennement prince des Asturies et à qui étaient déjà destinées les six premières séries, au palais de l'Escurial. Le tableau a été peint entre 1791 et 1792.
La série était composée de La Boda, Los Zancos, El Balancín, Las Gigantillas, Muchachos trepando a un árbol, El Pelele et Las Mozas del cántaro.